# ジークハイル

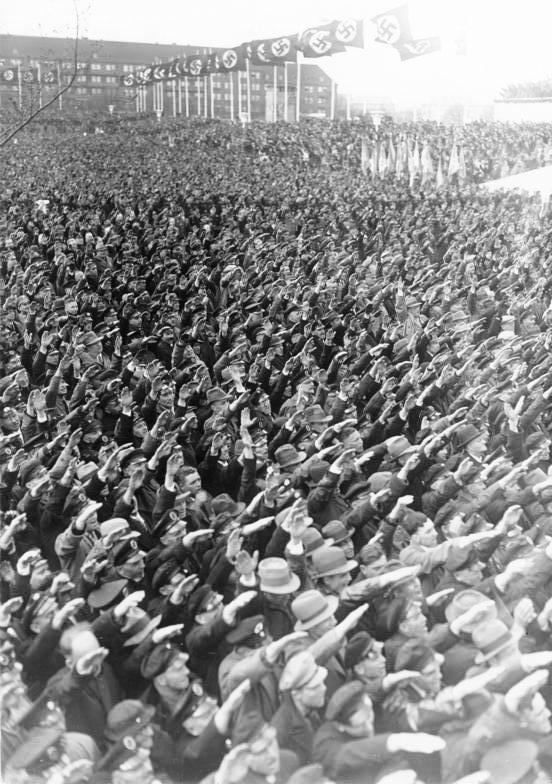
1935年のナチスのベルリン集会でナチス式敬礼をしてスローガンを叫ぶ人々。

ジークハイル（独: Sieg Heil）とは、ドイツ語のフレーズで、文字通りには「勝利万歳」という意味である。「ジーク」が勝利の意、「ハイル」は本来様々な意味があるが、おおよそ健全な状態などを表しており、この場合は万歳に近い意。
ドイツでナチス（国家社会主義ドイツ労働者党）が力を持っていた間、政治集会においては、この言葉を繰り返し言う事が習慣であった。また、党員が誰かに会った時もナチス式敬礼をし「ジークハイル」と連呼して叫び、総統への忠誠を確認するというのが本来の慣わしであった。ニュルンベルクなどで開かれた政治集会では国旗と共にこのフレーズと鉤十字（ハーケンクロイツ）が飾られた。1933年、ナチス党は「Sieg Heil」と鍵十字を描いたピン・バッジを制作した。
この表現は党集会においてゲッベルスが使ったのが始まりである。

また、他のフレーズとしては、「ハイル・ヒトラー（ヒトラー万歳）！」「ハイル・マイン・フューラー（我が総統万歳）！」「ハイル・ドイチュラント（ドイツ万歳）！」「ハイル・デム・ファーターラント（祖国万歳）！」なども状況に応じて用いられた。

## その他の用法
- 『総統の顔』（Der Fuehrer's Face）というディズニーのプロパガンダ・アニメにこのスローガンを揶揄した表現がある。
- 映画『レイダース/失われたアーク《聖櫃》』では、インディ・ジョーンズをスパイしていた商人が手を上げてジークハイルと言う。彼のペットの猿も同じ動作をする。
- グリーン・デイのアルバム『American Idiot』に収録されている「Holiday」という曲には、「Zieg〔ママ〕 heil to the President Gasman / Bombs away is your punishment.」というフレーズがある。
- ザ・サンは、ザ・ニュー・デンでのミルウォールFC対ブライトン・アンド・ホーヴ・アルビオンFCの試合において、ミルウォールが「ジーク・ハイル」と歌ったと報じた。ミルウォール側はこれを否定しており、ブライトンFCが歌っていた Seagulls を選手たちがおどけて真似ていただけだと主張している。

## 関連事項
- ザ・ドム・スプレムニ - クロアチア独立国のファシスト組織、ウスタシャのスローガン。クロアチア版「ジーク・ハイル」。
- Giek Heil - 1989年結成の音楽ユニット、MORE DEEPのデビューアルバム「NUDIST」に収録されている曲。MVには実際のナチス・ドイツの映像が使用されている。